# Прапор Країни Басків
Ікуррін (баск. Ikurrin, ісп. Ikurriña) — власна назва офіційного прапора автономної спільноти Країни Басків в Іспанії і традиційний символ басків.

## Історія
Ікуррін був створений братами братами Арана Гоїрі як символ незалежної Біскайї в 1894 році. Уже в перші роки 20-го століття, разом із його швидким поширенням за межі Біскайї, ікуррін став сприйматися як прапор басків загалом, як в Іспанії, так і у Франції.  
У 1936 році після перемоги на виборах Народного фронту Країна Басків отримала самоврядування в статусі автономного регіону й ікуррін був офіційно оголошений прапором Країни Басків. Після перемоги Франсіско Франко в подальшій громадянській війні почалися переслідування баскських націоналістів, а прапор був заборонений. Акції ETA й інші націоналістичні виступи часто містили публічну демонстрацію ікурріньї. Через п'ятнадцять днів після смерті диктатора в баскському футбольному дербі між Атлетиком з Більбао і Реал Сосьєдадом (Сан-Себастьян) двоє гравців з різних команд винесли на поле прапор, що на ту мить іще не був законним, але за це вони не зазнали жодних покарань. Коли відбулося відновлення монархії, заборона на національну символіку басків була знята. У 1979 році прапор повторно був затверджений як офіційний символ автономної спільноти.

## Символіка та найменування
Прапор являє собою поєднання зеленого андріївського хреста і білого георгіївського хреста на червоному полі. Червоний прапор — це історичний символ Біскаї. Святий Андрій шанується у басків, оскільки за переказами в 867 році в його день баски здобули перемогу в битві при Падурі. Зелений колір хреста одночасно означає незалежність і нагадує про дуб Ґерніки — символ баскського народу. Білий хрест— символ Бога.
Безсумнівним прототипом для дизайну баскського прапора став прапор Великої Британії, яка сприймалася ще з середньовіччя як одвічний суперник Іспанії на морі та суші.
Назву прапора брати Арана створили з поєднання двох слів:
- Ikur + Egina , тобто символ (ikur) + зроблений (egina) = ikur + ina = ikurrina[2]

Офіційною баскською назвою є ikurrin (ikuŕiña – написана сабіндарським письмом, а іспанською – ikurriña).

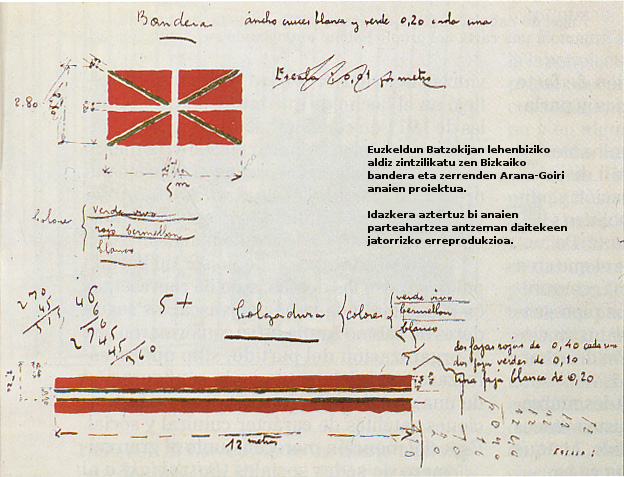
Дизайн і нотатки оригінального прапора, намальовані та написані братами Луїсом і Сабіном Арана, 1894 рік.

## Технічні характеристики
Офіційні кольори: для червоного Pantone 485C (100% пурпурний і 100% жовтий) і для зеленого Pantone 347C (100% жовтий).
Прапор являє собою прямокутник, його висота становить 56% довжини основи. Смуги, з яких складаються клинок і хрестовина, мають однакову ширину, тобто 8,6% від загальної ширини основи.